# Christiane Éluère
Christiane Éluère, née en 1946, est une conservatrice de musée, archéologue et historienne spécialisée dans l'histoire des Celtes.

## Biographie
Christiane Éluère est conservateur en chef du Centre de Recherche et de Restauration des Musées de France. Au musée d'Archéologie nationale de Saint-Germain-en-Laye, elle s'occupe entre autres des collections protohistoriques. En 1987, elle participe à l'organisation de l'exposition Trésors des princes celtes.
Elle est l'auteur de plusieurs livres sur la protohistoire de l'Europe et les Celtes,. Parmi ses publications, l'on peut retrouver Les Ors préhistoriques (1982), L’Or des Celtes (1987), Les secrets de l’or antique (1989) et L'Europe des Celtes (1992), un livre richement illustré qui appartient à la collection « Découvertes » de Gallimard, et a été traduit en huit langues, dont l'anglais, l'espagnol, l'allemand… et souvent réimprimé.

## Sélection de publications

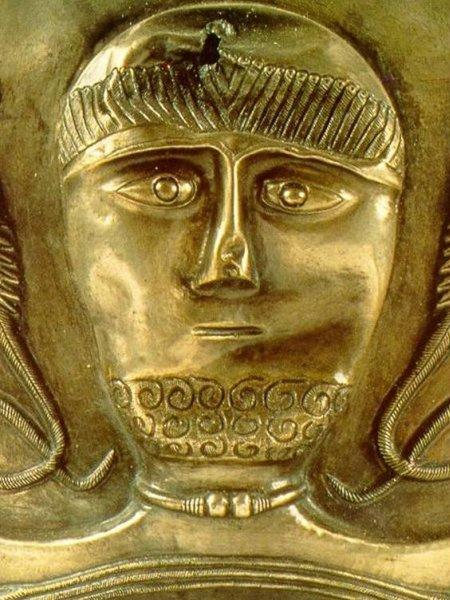
Détail du chaudron de Gundestrup, en vedette sur la couverture de L’Europe des Celtes.

- L'Or des Celtes, Office du livre, 1987
- Les secrets de l'or antique, La Bibliothèque des Arts, 1989
  - Édition anglaise – Secrets of Ancient Gold, Guin : Trio, 1990
- L'Europe des Celtes, collection « Découvertes Gallimard » (no 158), série Histoire. Éditions Gallimard, 1992
  - Édition britannique – The Celts: First Masters of Europe, collection « New Horizons », Thames & Hudson, 1993, réimpression 1995, 1997, 2000, 2004, 2010
  - Édition américaine – The Celts: Conquerors of Ancient Europe, collection « Abrams Discoveries ». Harry N. Abrams, 1993
- L'art des Celtes, Citadelles et Mazenod, 2004
- Avec Jean-Pierre Mohen, L'Europe à l'âge du bronze : Le temps des héros, collection « Découvertes Gallimard » (no 378), série Histoire. Éditions Gallimard, 1999
  - Édition américaine – The Bronze Age in Europe, collection « Abrams Discoveries », Harry N. Abrams, 2000
  - Édition britannique – The Bronze Age in Europe: Gods, Heros and Treasures, collection « New Horizons », Thames & Hudson, 2000
- AA.VV., Gods and Heroes of the European Bronze Age, Thames & Hudson, 1999